# 53ª Mostra internazionale d'arte cinematografica di Venezia
La 53ª edizione della Mostra internazionale d'arte cinematografica di Venezia si è svolta a Venezia, Italia, dal 28 agosto al 7 settembre del 1996, ultima delle edizioni dirette da Gillo Pontecorvo. Non venne assegnato il Leone d'Argento - Premio speciale per la regia.

## Giuria e Premi
La giuria era così composta:

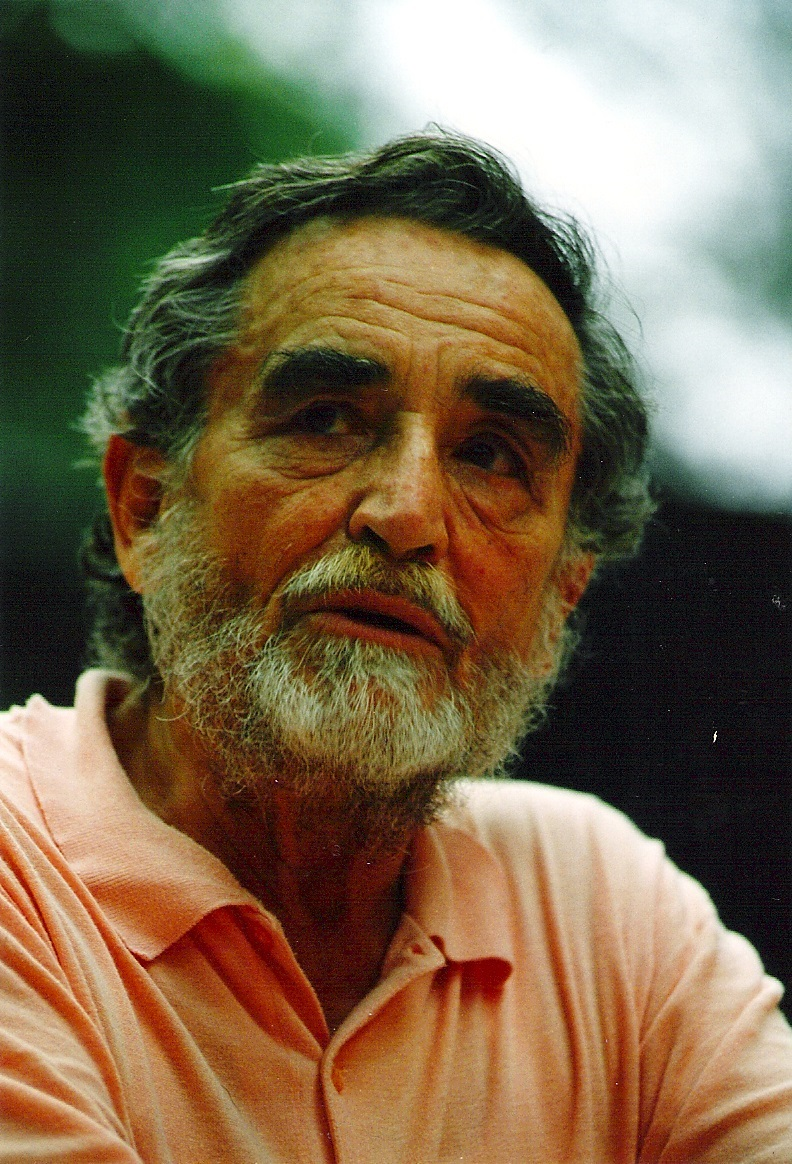
Vittorio Gassman, Leone d'Oro alla carriera 1996

- Roman Polański (presidente, Polonia), Paul Auster, Anjelica Huston (Stati Uniti d'America), Souleymane Cissé (Senegal), Callisto Cosulich, Miriam Mafai (Italia), Mrinal Sen (India), Antonio Skármeta (Cile), Hülya Ucansu (Turchia).

I principali premi distribuiti furono:
- Leone d'oro al miglior film: Michael Collins di Neil Jordan
- Leone d'argento - Gran premio della giuria: Briganti (Brigands, chapitre VII) di Otar Iosseliani
- Premio Osella per la miglior sceneggiatura: Paz Alicia Garciadiego per Profundo carmesi
- Premio Osella per la miglior colonna sonora originale: David Mansfield per Profundo carmesi
- Premio Osella per la miglior scenografia: Mónica Chirinos e Marisa Pecanins per Profundo carmesi
- Coppa Volpi al miglior attore: Liam Neeson per Michael Collins
- Coppa Volpi alla miglior attrice: Victoire Thivisol per Ponette
- Coppa Volpi per la migliore interpretazione maschile non protagonista: Chris Penn per Fratelli (The Funeral)
- Leone d'oro alla carriera: Robert Altman, Vittorio Gassman, Dustin Hoffman e Michèle Morgan

## Sezioni principali

### Film in concorso
- Basquiat, regia di Julian Schnabel (Stati Uniti d'America)
- Box of Moonlight (Box of Moon Ligh), regia di Tom DiCillo (Giappone/Stati Uniti d'America)
- Briganti (Brigands, chapitre VII), regia di Otar Iosseliani (Francia/Russia/Italia/Svizzera/Georgia)
- For Ever Mozart, regia di Jean-Luc Godard (Francia/Svizzera)
- Fratelli (The Funeral), regia di Abel Ferrara (Stati Uniti d'America)
- Ilona arriva con la pioggia (Ilona llega con la lluvia), regia di Sergio Cabrera (Colombia/Italia/Spagna)
- L'orco - The Ogre (Der Unhold), regia di Volker Schlöndorff (Germania/Francia/Regno Unito)
- La canzone di Carla (Carla's Song), regia di Ken Loach (Regno Unito/Spagna/Germania)
- Michael Collins, regia di Neil Jordan (Regno Unito/Irlanda/Stati Uniti d'America)
- Party, regia di Manoel de Oliveira (Portogallo/Francia)
- Pianese Nunzio, 14 anni a maggio, regia di Antonio Capuano (Italia)
- Ponette, regia di Jacques Doillon (Francia/Francia/Spagna)
- Profundo carmesí, regia di Arturo Ripstein (Messico)
- Tai ping tian guo, regia di Nien-Jen Wu (Taiwan)
- Uomini & donne - Istruzioni per l'uso (Hommes, femmes, mode d'emploi), regia di Claude Lelouch (Francia)
- Vesna va veloce, regia di Carlo Mazzacurati (Italia/Francia)